# Walterie
Walterie (Waltheria) je rod rostlin z čeledi slézovité. Z dob Preslových pochází též český název samoš. Jsou to byliny a keře s jednoduchými zubatými listy a drobnými, většinou žlutými květy. Plodem je tobolka. Rod zahrnuje asi 60 druhů a je s velmi nerovnoměrnou četností rozšířen v tropech všech kontinentů. Většina druhů roste v tropické Americe, zejména v Brazílii a Mexiku. Walterie obsahují účinné alkaloidy. Walterie obecná je jako plevel rozšířena v tropech téměř celého světa a má četné využití v tradiční medicíně.

## Popis
Walterie jsou vzpřímené nebo plazivé, beztrnné keře, polokeře a bylina se střídavými, jednoduchými, na okraji zubatými nebo vroubkovanými listy. Odění je tvořeno zejména hvězdovitými, v menší míře i jednoduchými chlupy. Palisty jsou opadavé, úzce trojúhelníkovité. Květy jsou drobné, sladce vonné, pětičetné, pravidelné, oboupohlavné, téměř nebo zcela přisedlé, uspořádané v úžlabních nebo vrcholových, obvykle stažených květenstvích tvořených svazečky vijanů, řidčeji ve vrcholících, klasech nebo klubkách. Kalich je vytrvalý, tvořený 5 asi do 1/2 až 2/3 srostlými lístky. Koruna je nejčastěji světle až oranžově žlutá (v ústí často tmavší), výjimečně purpurová, korunní lístky jsou na bázi nehetnaté a přirostlé k tyčinkám. Tyčinky jsou ve spodní části až zcela srostlé do trubičky. Semeník obsahuje většinou 1 komůrku se 2 vajíčky. Čnělka je postranní a nese 12 bliznových ramen. Plodem je tobolka pukající 2 chlopněmi a obsahující většinou jediné semeno.

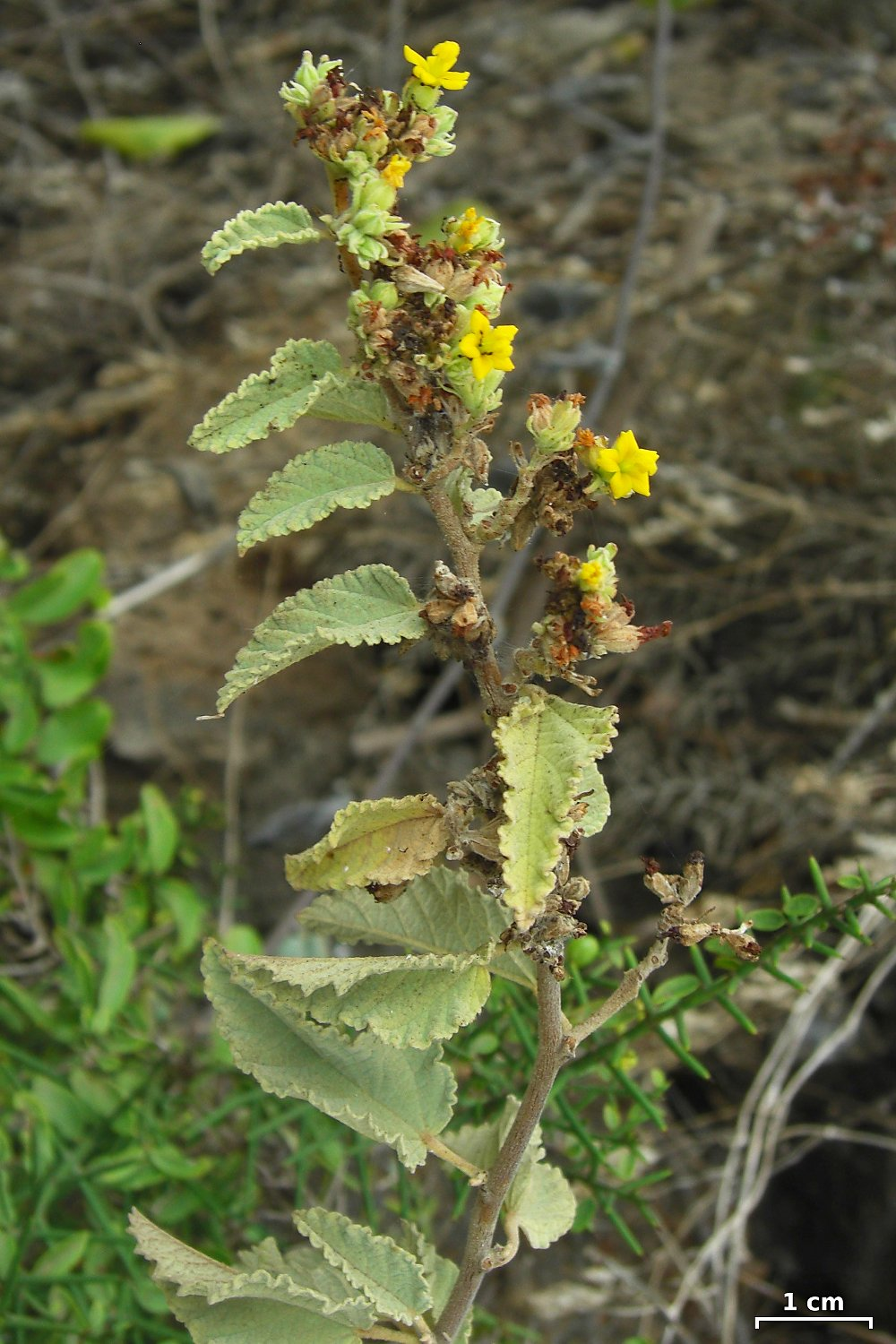
Kvetoucí Waltheria ovata
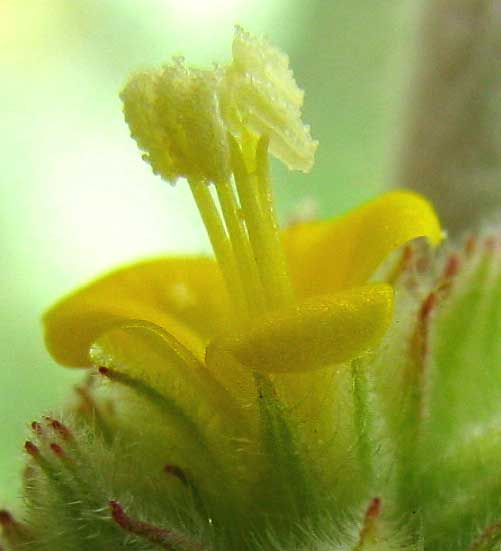
Detail květu walterie obecné
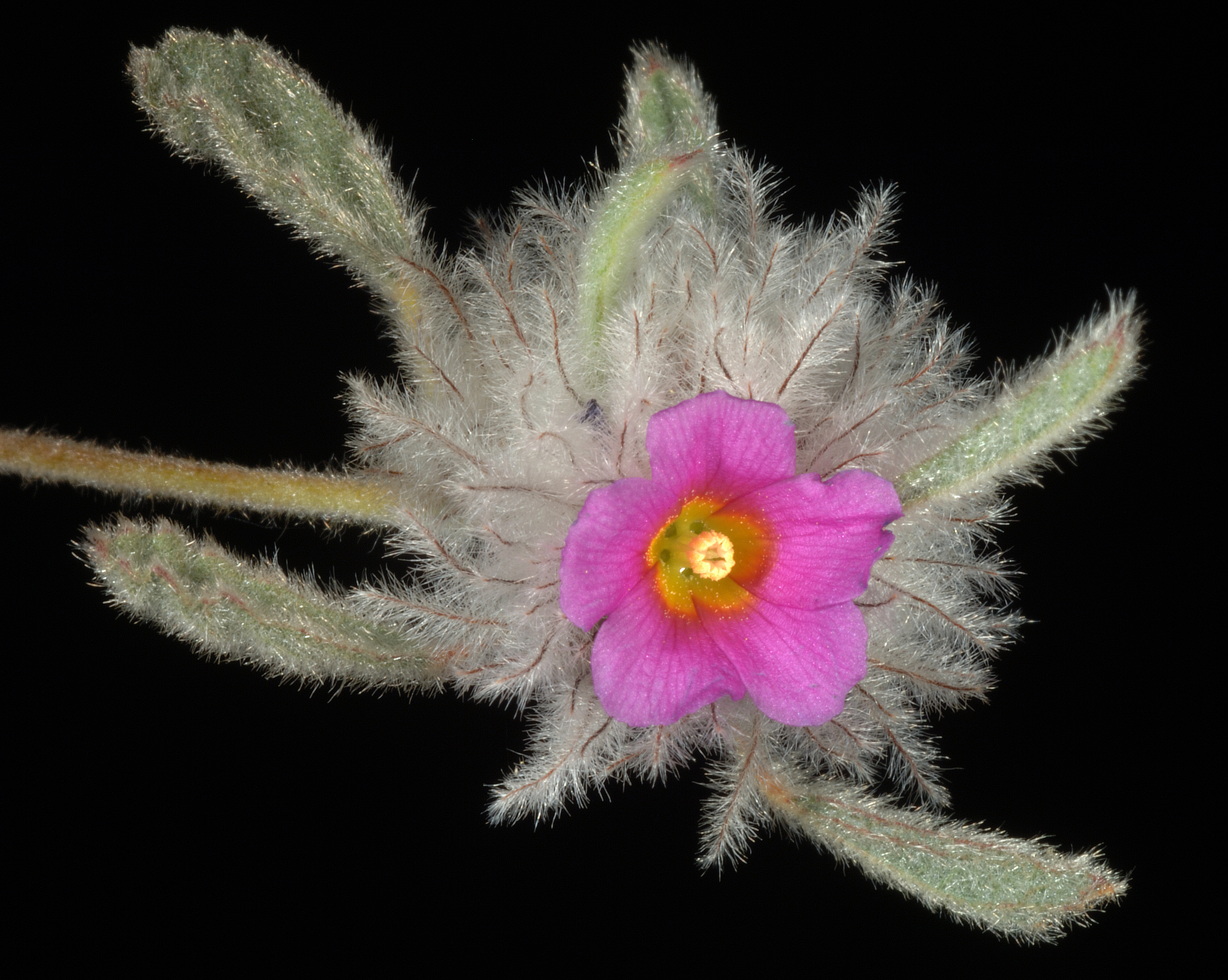
Australský druh W. virgata s purpurovými květy

## Rozšíření
Rod walterie zahrnuje asi 60 druhů. Je rozšířen zejména v tropické Americe, odkud je uváděno okolo 53 druhů. V menší míře se vyskytuje i v Austrálii a na Madagaskaru. Centrum druhové diverzity je v Brazílii a také v Mexiku. Walterie obecná (Waltheria indica, syn. W. americana) je pantropicky rozšířený plevel a jediný zástupce tohoto rodu v kontinentální Africe a Číně. Roste také v jižních státech USA a zdomácněl v Makaronésii. V Evropě žádný původní ani zplanělý druh neroste. Z USA jsou udávány 2 druhy, mimo walterie obecné je to W. detonsa, zasahující z Mexika do Arizony.
V Austrálii rostou 2 druhy a jsou svým výskytem víceméně omezeny na severní polovinu kontinentu.

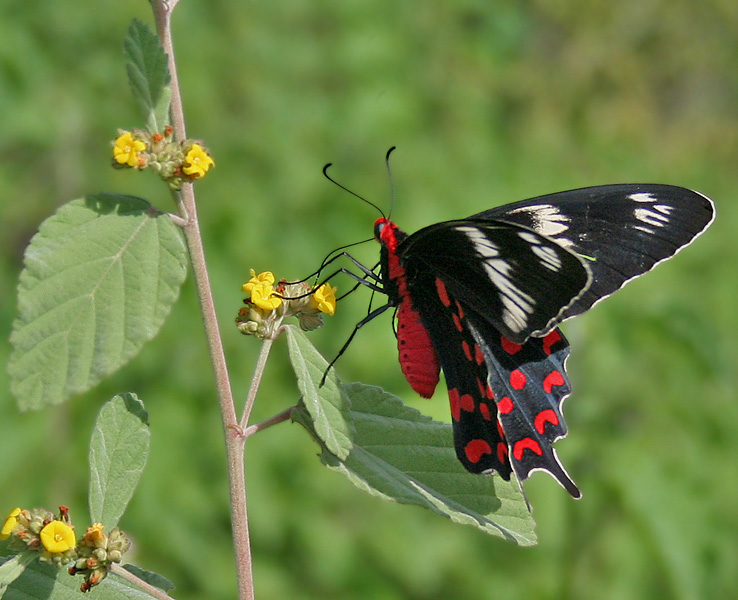
Otakárek Pachliopta hector na květech walterie obecné

## Ekologické interakce
Květy walterií navštěvuje pestrá škála hmyzu včetně včel a vos, kterým poskytují hojnou pastvu nektaru i pylu.
U walterie obecné je v květech většinou přítomna heterostylie a květy nejsou schopny samoopylení, byly však nalezeny i formy homostylní.

## Obsahové látky
Mezi účinné obsahové látky walterií náležejí zejména alkaloidy. U jihoamerického druhu Waltheria douradinha (syn. W. communis) byl zjištěn tryptofanový alkaloid walterion A, látka s potenciálně významným farmakologickým účinkem, dále waltherin A, waltherin C a skutianin D. Walterie obecná obsahuje alkaloid adouetin-7-sulfamát, který má v menší dávce ochlazující a zklidňující účinek, ve vyšších dávkách způsobuje přecitlivělost. Z dalších látek jsou obsažena mj. anthokyanová barviva pelargonidin a apigeninidin a kyanogenní glykosidy.

## Taxonomie
Rod Waltheria je v rámci taxonomie čeledi slézovité řazen do podčeledi Byttnerioideae a tribu Hermannieae. V minulosti byl řazen do dnes již zrušené čeledi Sterculiaceae. Mezi blízce příbuzné skupiny náležejí rozsáhlejší rody Melochia a Hermannia a monotypický australský rod Dicarpidium.

## Zajímavosti
Pantropický druh walterie obecná popsal Carl Linné ve svém díle Species Plantarum z roku 1753 hned 2x, mimo dnes uznávaného názvu Waltheria indica též jako W. americana. Oba druhy poprvé ztotožnil již Robert Brown v roce 1818. Přesto se lze s názvem Waltheria americana setkat dodnes.

## Zástupci
- walterie obecná (Waltheria indica, syn. W. americana)

## Význam
Walterie obecná je zejména v subsaharské Africe, Jižní Americe a na Havaji používána jako léčivá rostlina k léčení celé řady neduhů zahrnujících bolesti, záněty, průjmy, křeče, epilepsii, astma aj.
V Guyaně je nálev z nati tohoto druhu používán zejména při nachlazení, nálev z listů při horečce. Slouží též při zánětech žlučníku, vaginálních infekcích a vředech. Z obsahových látek byly mj. zjištěny peptidové alkaloidy.